# Luci Aproni
Luci Aproni (en llatí Lucius Apronius) va ser un magistrat romà dels segles I aC i I.
Va ser cònsol sufecte l'any 8. Era de l'estat major de Drus i el 14 es trobava a Germània i fou enviat per les legions amotinades a presentar les seves peticions a Roma. Després va servir amb Germànic i va fer la campanya de l'any 15 obtenint l'honor d'ornaments triomfals. L'any 16 va tornar a Roma i l'any 20 va succeir a Camil com a procònsol d'Àfrica i va fer la guerra contra Tacfarines.
Després va ser propretor de la Germània Inferior quan es van revoltar els frisis (frisii) i es creu que va morir en combat contra aquest poble, que el 28 el derrotà en la batalla del bosc de Baduhenna i a continuació els frisis aconseguiren que una companyia de 400 homes es suïcidés a Cruptoricis Villa. Tenia dues filles, una casada amb Plautius Silvanus, que la va matar; i l'altra casada amb Gneu Corneli Lèntul Getúlic (Cnaeus Cornelius Lentulus Gaetulicus), cònsol l'any 26. Tenia també un fill, Luci Aproni Cesià (Lucius Apronius Caesianus) que va ser cònsol durant sis mesos durant el regnat de Calígula l'any 39.